# Ria Bartok
Ria Bartok (* 28. Januar 1943 in Einbeck, Niedersachsen als Marie-Louise Pleiss; † 2. März 1970 in Paris, Frankreich) war eine französische Pop-Sängerin deutscher Herkunft. Sie war ein Teil der Yéyé-Bewegung in der französischen Popmusik der 1960er Jahre, konnte aber nicht an den kommerziellen Erfolg anderer Vertreter wie Johnny Hallyday, France Gall oder Sylvie Vartan anknüpfen.

## Biografie
Ria Bartok wurde während des Zweiten Weltkriegs im niedersächsischen Einbeck geboren. Ihr Vater, ein Opernsänger, schickte sie zur schulischen Ausbildung nach Paris, wo sie nach dem Schulabschluss zunächst als Arzthelferin tätig war, bevor sie sich der Musik zuwandte.
Ihre erste Platte war 1963 N'importe Quoi, eine EP für die Plattenfirma Ricordi. Die EP enthielt unter anderem Parc'que J'ai Revu François, eine Coverversion von Dickey Lees Top-20-Hit I Saw Linda Yesterday. Danach wechselte sie zu Columbia Records, wo als erste Platte Coeur veröffentlicht wurde, eine Coverversion des von Barry Mann und Cynthia Weil geschriebenen Stücks Heart (I Hear You Beating), was ursprünglich von dem amerikanischen Sänger Kenny Chandler aufgenommen worden war. Die gleichnamige EP enthielt mit Sans Amour auch ein französisches Cover von Cliff Richards Lucky Lips.
1964 war sie neben Peter Beil, Sven Jenssen, Ulla Nielsen und Rosemarie Gongolsky im deutschen Teilnehmerteam für das Songfestival von Knokke in Belgien. Sie verloren gegen das niederländische Team. Im selben Jahr erschien mit See If I Care Bartoks erste englische Single. Die nächste Single, Ce Monde, war eine französische Aufnahme des italienischen Stücks Il mio mondo von Umberto Bindi und Gino Paoli, was mit englischem Text als You’re My World ein Nr.-1-Hit in den britischen Charts für Cilla Black gewesen war.
Bartok trat in den 1960er Jahren in populären Musiksendungen wie Ready Steady Go, Thank Your Lucky Stars und Musik für Sie auf.
Die Goffin-King-Komposition I'm into Something Good, der erste Nr.-1-Hit von Herman’s Hermits, nahm sie auf Französisch (als Quelque Chose Me Dit) und Spanisch (als Algo Bueno Me Va a Pasar) auf. Ebenfalls 1964 erschienen zwei Singles für den deutschen Markt, Blue Navy Blue und Zu schade dafür, sowie 1966 Es ist nie zu spät, ein Duett mit Gilbert Bécaud, welches als B-Seite zu dessen Single Wo ist die Liebe zu Hause veröffentlicht wurde.
Für die französische Version von He's in Town von den Tokens, Tu La Revois (1965), schrieb Bartok erstmals einen eigenen Text. Für eine weitere EP wurde Sandie Shaws You Can’t Blame Me (geschrieben von Chris Andrews) mit französischem Text als Je Ne Peux Pas le Blâmer aufgenommen.
Der kommerzielle Durchbruch blieb trotz all dieser Versuche aus. Ria Bartok zog 1966 nach Kanada. Ihr letztes Konzert fand am 13. Mai 1967 statt. Sie zog später zurück nach Frankreich.
Ria Bartok kam am 2. März 1970 im Alter von 27 Jahren bei einem Wohnungsbrand in Paris ums Leben, der Ermittlern zufolge durch eine Zigarette ausgelöst wurde.

## Diskografie

### Studioalben
- 1965: Ria Bartok (Pathé PAM 67.214)

### Singles
- 1963: "Frankie" / "Tu sais me plaire" (Ricordi 500123)
- 1963: "Chills" / "Parc'que j'ai revu François" (Ricordi 500 120)
- 1963: "C'est trop tôt" / "Je reviens" (Ricordi 500124)
- 1963: "Coeur" / "Diggedle Boeing" (Columbia SCRF 693)
- 1963: "Sans amour" / "Maman Please" (Columbia SCRF 695)
- 1964: "See If I Care" / "I Don't Wanna Leave You" (Columbia SCRF 800)
- 1964: "Ce Monde" / "Tu as perdu la tête" (Columbia SCRF 765)
- 1964: "Blue Navy Blue" / "Es warten viele auf ihren ersten Kuss" (Columbia C 22 702)
- 1964: "Zu schade dafür" / "Bist du wirklich treu, Sonny-Boy?" (Columbia C 22 752)
- 1965: "Écoute mon cœur" / "C’est bien fait" (Columbia SCRF 849)
- 1965: "Je ne peux pas le blamer" / "Tu te moques de moi" (Pathé 77.614)
- 1965: "Un baiser (That's the Way)" / "Je chante... la... la..." (Pathé  77.631)
- 1965: "Anche se mi lascerai" / "È un bugiardo" (Columbia SCMQ 1821)
- 1965: "Plus de cœur brisé" / "Celle à qui tu mentais" (Columbia SCRF 822)
- 1966: "Le copain que j'ai choisi" / "J'ai Bobo" (Fantastic FA-3685)
- 1966: "Un mauvais quart d'Heure à passer" / "Tu as cherche L'ennui" (Fantastic FA-3684)

### Extended Plays
- 1963: N'importe quoi: "N'importe quoi", "Chills", "Dans la nuit", "Parc'que j'ai revu François" (Ricordi 45 S 250)
- 1963: Frankie: "Frankie", "Je reviens", "Tu sais me plaire", "C'est trop tôt" (Ricordi 45 S 257)
- 1963: Coeur: "Coeur", "Diggedle Boeing", "Sans amour", "Maman Please" (Columbia ESRF 1404)
- 1964: Seule parmi les autres: "Seule parmi les autres", "C'est L'amour", "Ce n'est plus la peine", "Tout le monde sait tout" (Columbia ESRF 1472)
- 1964: Ce monde: "Ce monde", "Ne m'apelle plus jamais", "Tu as perdu la tête", "Tu peux pas savoir" (Columbia ESRF 1509)
- 1965: Ria Bartok: "Je ne peux pas le blâmer", "Tu te moques de moi", "Je ne veux pas qu’il me quitte", "N’y touche pas" (Columbia ESRF 1640)
- 1965: Tu la revois: "Tu la revois", "C’est bien fait", "Quand reviendra le garçon que j’attends", "Écoute mon cœur" (Columbia ESRF 1608)
- 1965: Algo bueno me va a pasar: "Algo bueno me va a pasar", "Mi mundo", "Labios afortunados ", "Me es igual" (La voz de su amo 7EPL 14.151)
- 1965: Un baiser: "Un baiser (That's The Way)", "Je chante... la... la...", "'J'y pense tout bas", "Action" (Columbia ESRF 1686)
- 1965: Et quelque chose me dit: "Et quelque chose me dit", "Plus de cœur brisé", "Tu me reviens", "Celle à qui tu mentais" (Columbia ESRF 1575 M)

### Compilations
- 1999: Ria Bartok – French EP Collection (Magic Records 5207622)